# Der Job seines Lebens 2 – Wieder im Amt
Der Job seines Lebens 2 – Wieder im Amt ist eine deutsche Verwechslungskomödie von Hajo Gies aus dem Jahr 2004. Es handelt sich um die Fortsetzung von Der Job seines Lebens (2003).

## Handlung
Ministerpräsident Uwe Achimsen wird mit einem akuten Herzinfarkt in die Klinik eingewiesen. Aufgrund der schnellen Hilfe ist er zwar außer Lebensgefahr, doch muss er sich in den nächsten Wochen schonen und auch im Krankenhaus bleiben. Für seinen Sekretär, Hein Feddersen, so kurz vor der Wahl ein schwerer Schlag. Wenn Achimsen zum Wahlkampf nicht präsent ist, dürfte als Sieger der bisherige Landtagsabgeordnete Neuenfels feststehen. So entsinnt man sich an Achimsens Doppelgänger Erwin Strunz. Dieser wird telefonisch zum Arbeitsamt bestellt und davon in Kenntnis gesetzt, dass er mit sofortiger Wirkung eine Stelle im Norden anzutreten hat. Um sein Arbeitslosengeld nicht zu verlieren, nimmt er den Posten an, obwohl Erika massiv dagegen ist. Sie bereitet sich gerade zusammen mit ihren Gartennachbarn Uschi und Reinhard Paschke für eine Demo vor. Die Regierung plant eine neue Startbahn zu bauen, für die ausgerechnet das Land unzähliger Schrebergartenbesitzer benutzt werden soll. Aus Solidarität demonstrieren viele Gleichgesinnte für ihre Kleingartenfreunde.
Damit der echte Uwe Achimsen von der „Bildfläche“ verschwindet, wird er unter dem Namen Erwin Strunz als normaler Kassenpatient in einen weniger komfortablen Bereich des Krankenhauses verlegt. Parallel tritt der falsche Achimsen seinen Dienst wieder an und erscheint zum Erstaunen seiner politischen Gegner auf einer wichtigen Sitzung. Jedoch ist er darauf nicht vorbereitet und als man von ihm ein griffiges Thema für die letzte Runde der Wahl fordert, schlägt er die „Süßkartoffel“ vor. Er stößt zunächst nur auf Unverständnis, doch gelingt es ihm sehr schnell seine Mitstreiter von den Vorzügen der Süßkartoffel zu überzeugen. Sofort ergeht die Anordnung an alle Kantinen in öffentlichen Einrichtungen, Gerichte mit Süßkartoffeln auf den Speiseplan mit aufzunehmen. Er gibt sogar konkrete Rezepte vor.
Bei seiner nächsten Aktion fordert Strunz seine politischen Gegner noch mehr heraus. Er besichtigt mit einem großen Stab Abgeordneter das für den Bau der neuen Startbahn vorgesehene Gelände. Er macht unmissverständlich deutlich, dass hier auf Kosten der Schrebergartenbesitzer die Startbahn nicht gebaut werden wird. Er erntet Missverständnis seitens der Politiker, aber dafür großen Dank von den Kleingärtnern. Selbst Achimsens Tochter ist begeistert, dass ihr Vater sich gegen den Bau entschieden hat.
Frau Blum, die Privatsekretärin von Uwe Achimsen schöpft den Verdacht, dass ihr Chef ein anderer ist. Sie berichtet Bernd Neuenfels davon und ehe das Gerücht noch weitere Kreise ziehen kann, soll der echte Achimsen einen Kurzbesuch im Amt antreten. Für diese Aktion wird Strunz mit dem Hubschrauber zur Klinik gebracht, wo er mit dem Ministerpräsidenten den Platz tauscht. Während man nun dort verwundert feststellt, dass der Patient Strunz nicht die Spur eines Herzinfarktes hatte, sondern an Gallensteinen leidet und dringend operiert werden muss, tritt Achimsen seinen politischen Gegnern entgegen. Er präsentiert sich als der vertraute Experte und kann auch durch Vorzeigen einer Narbe seine Sekretärin überzeugen. So steht Neuenfels als der Blamierte da und Achimsen will ein Parteiausschlussverfahren gegen ihn einleiten. Noch am gleichen Tag erfolgt der „Rücktausch“, sodass Strunz sich auf einer geplanten Wahlveranstaltung der Bevölkerung präsentiert. Durch seine Volksverbundenheit punktet er bei den Leuten und stellt sich am Abend noch einem TV-Duell, bei dem er seinen Gegner aufgrund seiner Ehrlichkeit maßlos verblüfft.
Für die Nacht wurde ihm zusammen mit Heide Achimsen eine noble Suite reserviert. Unerwartet macht die Frau ihrem Austausch-Ehemann eine Szene vor dem Zimmerkellner. So erfährt Strunz, dass Heide Achimsen gar nicht will, dass ihr Mann noch eine weitere Legislaturperiode antritt und hofft, dass die Öffentlichkeit von den Eheproblemen erfährt, was hoffentlich Stimmen kosten wird. Als der echte Uwe Achimsen von seinen angeblichen privaten Problemen in der Zeitung liest, ist er so verärgert, dass er kurzerhand das Krankenhaus verlässt und seine Frau zur Rede stellt. Sie erklärt ihm, dass sie nur versucht ihn zu retten und nicht länger zusehen will, wie er sich und seine Gesundheit ruiniert.
Trotz allem gewinnt Uwe Achimsen die Wahl. Bei seiner Antrittsrede, die auch wieder Strunz übernimmt, dankt er für die Wahl, nimmt sie aber nicht an und tritt zurück. So, wie er es Heide Achimsen versprochen hatte. Ihr Mann ist zunächst sehr ungehalten, doch akzeptiert er am Ende die Entscheidung seiner Frau. Auch Erwin Strunz spricht er seinen ganz persönlichen Dank aus und erfüllt ihm einen „letzten“ Wunsch: er darf sich auf Privatpatientenstatus im Krankenhaus seine überfälligen Gallensteine herausoperieren lassen.

## Hintergrund
Der Job seines Lebens 2 – Wieder im Amt wurde vom 18. Mai bis zum 18. Juni 2004 in Leipzig und Umgebung gedreht.

## Rezeption

### Einschaltquote
Die Erstausstrahlung des Films am 5. November 2004 wurde in Deutschland von insgesamt 4,66 Millionen Zuschauern gesehen und erreichte einen Marktanteil von 14,7 Prozent für Das Erste; in der Gruppe der 14- bis 49-jährigen Zuschauer konnten 1,44 Millionen Zuschauer und ein Marktanteil von 12,0 Prozent erreicht werden.

### Kritik
„Amüsantes Verwirrspiel mit politischem Biss, sympathisch inszeniert und gespielt nach bewährtem Muster.“

TV Spielfilm zog das Fazit: „Kabarettist Stumph ist hier in seinem Element“, und schrieb zusätzlich:

„Das Politik-Verständnis dieser Komödie ist zwar atemberaubend schlicht, doch die Gags sind durchweg lustig und sympathisch.“